# Kastväsen
Kastväsen är en typ av hierarkisk social gruppering och syftar oftast på kastsystemet i Indien. Ordet kast (från portugisiska casta, "släkte" eller "ras") användes först av portugiser för att beskriva de många sociala skikt och grupper de fann i Indien på 1500-talet. 
Det indiska kastväsendet har två aspekter (varna och jati), vilkas inbördes samband är komplicerat och omdiskuterat. Varna-systemet går tillbaks på det vediska (fornindiska) samhällets indelning av befolkningen i fyra klasser, där brahminerna eller prästerskapet är den högsta, följd av kshatriya (adel och krigare), vaishya (köpmän) och shudrer (arbetare). Utanför, och socialt sett nedanför, dessa klasser fanns de så kallade kastlösa. 
Samma klasser låg till grund för alla indoeuropeiska samhällen och levde vidare i Europa fram till 1800-talet som de fyra stånden. Sanskritordet för kast, varna, betyder ordagrant "färg", och enligt vissa spekulationer skulle kastväsendet ha grundats av ljushyade arier när de invaderade Indien under andra årtusendet f.Kr. och förslavade dess mörkhyade ursprungsbefolkning, draviderna och folkgrupper som samlas under beteckningen adivasi.  Dumézil (1958) har dock visat att samhällsgrupperna förknippades med olika färger även i andra indoeuropeiska samhällen; så förbands till exempel även romarnas präster och adel med vitt respektive rött, medan den fornnordiska dikten Rígsþula beskriver trälarnas urfader som "svart" och ful, medan stormännens fader är "blond" och böndernas rödhårig. 
I Indien har det parallellt med det religiöst baserade varna-systemet utvecklats ett system med tusentals grupper kallade jati. De var ursprungligen yrkeskategorier och spelar fortfarande en mycket viktig roll i det indiska samhället.  
I den portugisiska kolonin Goa på Indiens västkust använde sig portugiserna av ett eget kastsystem: De portugiser som föddes i Indien av portugisiska föräldrar kallades castiços, barn i indoportugisiska blandförhållanden kallades mestiços ("blandade" – jämför med Latinamerikas mestiser) och de portugiser som sändes ut från moderlandet för att tjänstgöra i Goa, men inte bosätta sig där, kallades reinols. De indier som bodde i Goa fick benämningen canarins (jfr Kanara). 
På den hinduiska ön Bali i Indonesien lever arvet från de gamla hinduiska rikena (Majapahitriket, Shrivijaya, Singhasaririket m.fl.) i Sydostasien kvar bland annat i form av ett kastsystem. Huvudkasterna på Bali är pedana, "brahminerna", satria, "prinsar och kungar", wesia, "krigare, adel, handelsmän" och sundra, "bönder". Sistnämnda kategori utgör 90 % av befolkningen.
Fram till 1800-talet användes ordet kast i Mexiko när man sökte kategorisera de olika folkblandningar som fanns i landet.